# Mansour Barzegar
Mansour Barzegar est un lutteur iranien spécialiste de la lutte libre né le 28 février 1947 à Téhéran.

## Biographie
Lors des Jeux olympiques d'été de 1976, il remporte la médaille d'argent en combattant dans la catégorie des -74 kg.